# 订租威海卫专条
《订租威海卫专条》是1898年瓜分风潮期间英国政府与清政府签订的租借條約，又被稱為不平等条约。中文本原存於中華民國外交部，現寄存於臺北外雙溪國立故宮博物院恆溫恆濕的庫房保存。

## 历史
1898年（光绪二十四年）上半年，俄罗斯帝國租借旅顺口和大连以后，英国為制衡俄国勢力擴張，向清政府提出须以同样条件租借山东的威海卫。清廷采用“以夷制夷”的策略，于1898年7月1日，中國政府代表慶亲王奕劻、刑部尚书廖寿恒与英国政府代表驻华公使欧格纳在京師签订此约。主要内容是：
- 将威海卫及附近水面和全湾沿岸10英里以内的地方租给英国，租期与俄国租借旅大期限相同，为25年；
- 租借地内归英国管辖，英国可在此驻兵设防；
- 中国兵船无论战时、平时，均可在威海卫停泊。

条约的签订，使英国得到了一个北中国的军事駐地，加上俄国租借旅順口、大連，使渤海湾至京師的水域完全向國際秩序開放。